# Alba de América
Alba de América és una pel·lícula espanyola dirigida per Juan de Orduña en 1951.

## Argument
La pel·lícula narra la peripècia de Cristòfol Colom (Antonio Vilar) des de la seva estada al Monestir de La Rábida fins a la seva trobada amb els Reis Catòlics i la seva gesta en aconseguir creuar l'Atlàntic i arribar a les costes d'Amèrica, donant pas a una nova era en la història de la humanitat.

## Producció
La pel·lícula va ser feta per la major productora espanyola Cifesa. La producció va ser concebuda com una resposta a la 1949 pel·lícula britànica Christopher Columbus, un intent realista de retratar Colom (retrat reeixit parcialment, i els seus èxits assolits malgrat la monarquia espanyola). La resposta espanyola fou retratar Colom com un aventurer solitari el descobriment del qual va assolir la major glòria de la monarquia espanyola i l'Església Catòlica.
També va ser dissenyat com a part de les celebracions del 500 aniversari dels Reis Catòlics. La temàtica patriòtica de la pel·lícula va ser fortament recolzada pel règim del dictador Francisco Franco. La pel·lícula va ser feta amb un comparativament gran pressupost de deu milions de pessetes, part del qual va ser subministrat pel govern. La pel·lícula no va obtenir beneficis, en part a causa de la seva gran pressupost i perquè la trama no era prou melodramàtica per als gustos de l'audiència. Originàriament la pel·lícula va perdre el prestigiós Premi d'Interès Nacional davant Surcos, però José María García Escudero, que havia pres la decisió, es va retirar i el premi va ser atorgat a Alba de América.

## Repartiment
- Antonio Vilar – Cristòfol Colom
- María Martín - Beatriz
- José Suárez - Rei Ferran el Católico
- Virgilio Teixeira - Pedro de Arana
- Manuel Luna - Isaac
- Eduardo Fajardo - Gastón
- Jesús Tordesillas – Fra Juan Pérez
- Ana María Custodio - Mare de Beatriz
- José Marco Davó - Martín Alonso Pinzón
- Ernesto Vilches – Cabrer
- Alberto Romea - Cardenal Mendoza
- Nicolás D. Perchicot - Fra Antonio de Marchena
- Fernando Sancho - Pedro Salcedo
- Francisco Pierrá - Membre de la junta
- Arturo Marín - Pedro Vázquez de la Frontera
- Antonio Casas - Juan de la Cosa
- Faustino Bretaño – missatger que s'agenolla
- José Jaspe - Marinero
- Vicente Soler - Comte de Quintanilla
- Carlos Díaz de Mendoza - Membre de la junta
- Alfonso Candel
- Joaquín Pujol
- Miguel Pastor - Pregoner
- Félix Dafauce - Villamarín
- Francisco Hernández
- José Sepúlveda - Cristóbal Sarniento
- Francisco Arenzana - Francisco Arias
- Ramón Elías
- Rafael Arcos - Missatger del Rei
- Francisco Bernal - Taverner
- Luis Torrecilla
- Jacinto San Emeterio - Gonzalo de Córdoba
- Domingo Rivas - Duc de Medina
- Gary Land
- Antonio Almorós - Vicente Yáñez Pinzón
- Benito Cobeña
- Manrique Gil
- Pablo Álvarez Rubio
- Teófilo Palou – Secretari de la Corona
- Rafael Calvo Revilla – Secretari de la Corona
- Manuel Aguilera – Secretari de la Corona
- César Guzman
- Luis Rivera
- Carmen Capdepont
- José María Labernié
- Francisco Maroto
- Luis Fernandez
- José Riesgo - Membre del consell
- María Luisa D. de Velasco
- Rafael Cortés
- Amparo Rivelles - Reina Isabel la Catòlica